# Deutsche Gesellschaft für Erziehungswissenschaft
Die Deutsche Gesellschaft für Erziehungswissenschaft (DGfE) ist „eine Vereinigung der in Forschung und Lehre tätigen Erziehungswissenschaftlerinnen und Erziehungswissenschaftler“ in Deutschland. Die Vereinigung wurde 1964 gegründet und hat ihren Sitz in Berlin.

## Geschichte
Der Gründung der DGfE vorausgegangen waren einige „Pädagogische Tagungen“, initiiert von Julius J. Oppenheimer, dem Leiter der „Division of Cultural Affairs, Higher Education“ beim High Commissioner for Germany (HICOG). Die erste dieser Tagungen fand am 29./30. Mai 1952 in Bad Wildungen statt, weitere folgten erst jährlich, dann nach Gründung der DGfE in loser Reihenfolge noch bis 1967. Auf diesen Tagungen sollen Schul- und Lehrerbildungsfragen behandelt werden, bald ging es aber um die Institutionalisierung der deutschen Erziehungswissenschaft. Die Gründung der Fachvereinigung steht damit im engen Zusammenhang mit der Etablierung der Zeitschrift für Pädagogik im Jahre 1955. Nach dem Beschluss zur Gründung einer Deutschen Gesellschaft für Erziehungswissenschaft auf der Hamburger Tagung 1963 folgte dann die konstituierende Sitzung am 28. April 1964 in Frankfurt am Main. Der Gründungsvorstand bestand aus Otto Friedrich Bollnow (Vorsitz), Josef Dolch, Andreas Flitner, Wilhelm Hansen, Erika Hoffmann, Heinrich Roth und Hans Stock. Der Vorstand wird seit der Gründung satzungsgemäß im zweijährigen Turnus neu gewählt.
Die erste Arbeitstagung folgte am 30. April 1964; auf ihr wurde die Satzung verabschiedet. Von Beginn an waren Selbstanmeldungen nicht möglich, es bedurfte für die Neuaufnahme eines Mitglieds zwei Bürgen – ein Prinzip, an dem die DGfE gegenwärtig (2018) noch immer festhält. Die Mitgliederzahl entwickelte sich in der ersten Dekade wie folgt:
| Stichtag   | Mitgliederzahl |
| ---------- | -------------- |
| 30.04.1964 | 157            |
| 27.04.1966 | „fast 200“     |
| 01.10.1968 | 254            |
| 14.04.1970 | 324            |
| 11.04.1972 | 377            |
| 1973       | „über 500“     |

Auch wurde bereits zu der Zeit die Binnenorganisation der Gesellschaft in Kommissionen beschlossen, die ihre Arbeit jedoch teilweise erst verzögert aufnahmen.
In der zweiten Hälfte der 1960er-Jahre befasste sich die DGfE in Verbindung mit der Kultusministerkonferenz sowie der Westdeutschen Rektorenkonferenz mit der Etablierung des Diplom-Studiengangs der Pädagogik. Im Juni 1968 wurde die „Kernstudium-Empfehlung“ verabschiedet und bekanntgemacht. Seit dem 11. Dezember 1970 firmiert die DGfE als eingetragener Verein, die Gemeinnützigkeit wurde ihr am 7. September 1971 zugesprochen.

## Ziele und Mitgliedschaft
Ziel dieser wissenschaftlichen Fachgesellschaft ist es, Wissenschaft und Forschung zu fördern und Bildung und Erziehung im Gebiet der wissenschaftlichen Pädagogik fortzuentwickeln. Dies wird durch verschiedene Aktivitäten verwirklicht, insbesondere: die Veranstaltung von Fachkongressen (alle zwei Jahre), Tagungen, Seminaren und Vorträgen, die Förderung der intradisziplinären Kommunikation innerhalb des Gesamtgebiets der Erziehungswissenschaft, die Herausgabe und Förderung von Fachpublikationen, die Anregung von Forschungsprojekten, die Stellungnahme zu öffentlichen Empfehlungen und wissenschaftliche Stellungnahmen zu Fragen der Bildungspolitik und pädagogischer Praxis, die Informationen der Öffentlichkeit über Stand und Entwicklung der Erziehungswissenschaft, die Klärung von Ausbildungs- und Prüfungsfragen der pädagogischen Berufe, die Förderung des wissenschaftlichen Nachwuchses, die Förderung von in der Erziehungswissenschaft tätigen Frauen, die Förderung der Völkerverständigung durch die Zusammenarbeit mit anderen nationalen Institutionen und die Mitarbeit in internationalen Institutionen und Dachverbänden wie der European Educational Research Association (EERA) und der World Education Research Association (WERA).
Die Deutsche Gesellschaft für Erziehungswissenschaft hat (Stand: Januar 2025) etwa 4.500 reguläre Mitglieder und 54 Ehrenmitglieder aufgrund „besondere[r] Verdienste um die Deutsche Gesellschaft für Erziehungswissenschaft“. Die Ernennung Theodor Wilhelms zum Ehrenmitglied auf dem DGfE-Kongress 1984 scheiterte.

## Vorsitz und Vorstand
- Vorsitzender ist seit Mai 2024 Michael Schemmann.
- Vorstandsmitglieder sind  Thorsten Fuchs, Anja Hackbarth, Sandra Hofhues, Elke Kleinau, Bernhard Schmidt-Hertha und Christine Wiezorek.
- Ehrenvorsitzender auf Lebenszeit war Wolfgang Klafki, bis er am 24. August 2016 verstarb. Er war einer der bekanntesten deutschen Erziehungswissenschaftler.

## Sektionen
Die verschiedenen Teildisziplinen der Erziehungswissenschaft sind in Sektionen und Kommissionen der DGfE organisiert: Derzeit existieren 14 Sektionen und 18 Kommissionen.
- Sektion 1 – Historische Bildungsforschung (Division for Historical Educational Research)
- Sektion 2 – Allgemeine Erziehungswissenschaft (Division for General Educational Research)
- Sektion 3 – Interkulturelle und International Vergleichende Erziehungswissenschaft (Division for Intercultural and International Comparative Educational Research)
- Sektion 4 – Empirische Bildungsforschung (Division for Empirical Educational Research)
- Sektion 5 – Schulpädagogik (Division for School, Curriculum and Pedagogy)
- Sektion 6 – Sonderpädagogik (Division for Special Education)
- Sektion 7 – Berufs- und Wirtschaftspädagogik (Division for Vocational Education)
- Sektion 8 – Sozialpädagogik und Pädagogik der frühen Kindheit (Division for Social Pedagogy and Early Childhood Education)
- Sektion 9 – Erwachsenenbildung (Division for Adult Education)
- Sektion 10 – Pädagogische Freizeitforschung und Sportpädagogik (Division for Physical Education and Educational Research on Recreation)
- Sektion 11 – Frauen- und Geschlechterforschung in der Erziehungswissenschaft (Division for Women’s and Gender Studies in Educational Research)
- Sektion 12 – Medienpädagogik (Division for Media Education)
- Sektion 13 – Differentielle Erziehungs- und Bildungsforschung (Division for Differential Educational Research)
- Sektion 14 – Organisationspädagogik (Division for Organizational Education)

## Publikationen
Die Zeitschrift „Erziehungswissenschaft“ ist das Mitteilungsheft der DGfE. Eine Online-Version der Zeitschrift ist über die Web-Präsenz der DGfE zugänglich. Sie erscheint auch als gedruckte Zeitschrift im Verlag Barbara Budrich. Darüber hinaus erscheint eine Schriftenreihe der DGfE mit Kongressbänden und weiteren Publikationen, wie dem in regelmäßiger Reihe erscheinenden „Datenreport Erziehungswissenschaft“ (2000, 2002, 2004, 2006, 2008, 2012, 2016, 2020, 2024).

## Kongresse
Im zweijährigen Rhythmus veranstaltet die DGfE Kongresse an wechselnden Orten und zu einem jeweils bestimmten Oberthema. In den Jahren 1974 und 2004 fand der DGfE-Kongress im deutschsprachigen Ausland statt. Der kommende Kongress der Deutschen Gesellschaft für Erziehungswissenschaft wird im Jahr 2026 in München als Kooperation der Ludwig-Maximilians-Universität, der Universität der Bundeswehr und der Technischen Universität München stattfinden. Vorangegangene Kongressorte und -themen waren:
| Nr. | Jahr             | Ort            | Thema                                                                                        |
| --- | ---------------- | -------------- | -------------------------------------------------------------------------------------------- |
| 29  | 2024             | Halle/Saale    | Krisen und Transformationen                                                                  |
| 28  | 2022             | Bremen         | Ent \| Grenz \| Ungen                                                                        |
| 27  | 2020 (entfallen) | Köln           | Optimierung [diverse Beiträge online bereitgestellt]                                         |
| 26  | 2018             | Essen          | Bewegungen                                                                                   |
| 25  | 2016             | Kassel         | Räume für Bildung. Räume der Bildung                                                         |
| 24  | 2014             | Berlin         | Traditionen und Zukünfte – 50 Jahre DGfE                                                     |
| 23  | 2012             | Osnabrück      | Erziehungswissenschaftliche Grenzgänge                                                       |
| 22  | 2010             | Mainz          | Bildung in der Demokratie                                                                    |
| 21  | 2008             | Dresden        | Kulturen der Bildung                                                                         |
| 20  | 2006             | Frankfurt/Main | bildung – macht – gesellschaft                                                               |
| 19  | 2004             | Zürich         | Bildung über die Lebenszeit                                                                  |
| 18  | 2002             | München        | Innovation durch Bildung                                                                     |
| 17  | 2000             | Göttingen      | Bildung und Erziehung in Übergangsgesellschaften                                             |
| 16  | 1998             | Hamburg        | Medien-Generation                                                                            |
| 15  | 1996             | Halle/Saale    | Bildung zwischen Staat und Markt                                                             |
| 14  | 1994             | Dortmund       | Bildung und Erziehung in Europa                                                              |
| 13  | 1992             | Berlin         | Erziehungswissenschaft zwischen Modernisierung und Modernitätskrise                          |
| 12  | 1990             | Bielefeld      | Bilanz für die Zukunft: Aufgaben, Konzepte und Forschung in der Erziehungswissenschaft       |
| 11  | 1988             | Saarbrücken    | Erziehung und Bildung als öffentliche Aufgabe                                                |
| 10  | 1986             | Heidelberg     | Allgemeinbildung                                                                             |
| 9   | 1984             | Kiel           | Arbeit – Bildung – Arbeitslosigkeit                                                          |
| 8   | 1982             | Regensburg     | (kein Oberthema)                                                                             |
| 7   | 1980             | Göttingen      | Das politische Interesse an der Erziehung und das pädagogische Interesse an der Gesellschaft |
| 6   | 1978             | Tübingen       | Die Handlungsrelevanz erziehungswissenschaftlicher Erkenntnisse                              |
| 5   | 1976             | Duisburg       | Interaktion und Organisation in pädagogischen Feldern                                        |
| 4   | 1974             | Salzburg       | Pädagogische Institutionen und Sozialisation                                                 |
| 3   | 1972             | Nürnberg       | Zur Wissenschaftstheorie und Methodologie pädagogischer Begleitforschung                     |
| 2   | 1970             | Berlin         | Erziehungswissenschaft – Bildungspolitik – Schulreform                                       |
| 1   | 1968             | Göttingen      | Sprache und Erziehung                                                                        |

## Preise
Die DGfE verleiht die Ehrenmitgliedschaft, den Ernst-Christian-Trapp-Preis, einen Nachwuchs-Förderpreis sowie ab 2014 einen Medien- und einen Forschungspreis. Um die Aberkennung des an Hartmut von Hentig vergebenen Trapp-Preises gab es andauernde Diskussionen innerhalb der DGfE wie auch in der Öffentlichkeit. Die DGfE selbst hat dazu zwei Stellungnahmen veröffentlicht, eine im März 2017 und eine im Juni 2017.